# Daniel Pernas Nieto
Daniel Pernas Nieto (Abadín 25 de septiembre de 1884 - Mondoñedo 27 de julio de 1946) fue un sacerdote y escritor español en lengua gallega.
Estudió en el seminario de Mondoñedo. Fue párroco de Baroncelle, parroquia de Abadín y capellán del Hospital-Asilo de Ortigueira. Publicó un único libro Fala d'as musas (1936) con prólogo de Álvaro Cunqueiro en castellano, notable por ser el primer libro en gallego que se publicó en Galicia tras el comienzo de la Guerra Civil. Fala d'as musas es un poemario que consta de 26 poemas, costumbrista y religioso en la línea de Antonio Noriega Varela. Durante la contienda publicó en La Voz de Ortigueira poemas en gallego, anunciando que pertenecían la un segundo volumen de Fala d'as musas que nunca vio la luz.